# Eois goodmani
Eois goodmani är en fjärilsart som beskrevs av William Schaus 1913. Eois goodmani ingår i släktet Eois och familjen mätare. Inga underarter finns listade i Catalogue of Life.